# Siêu ác nhân

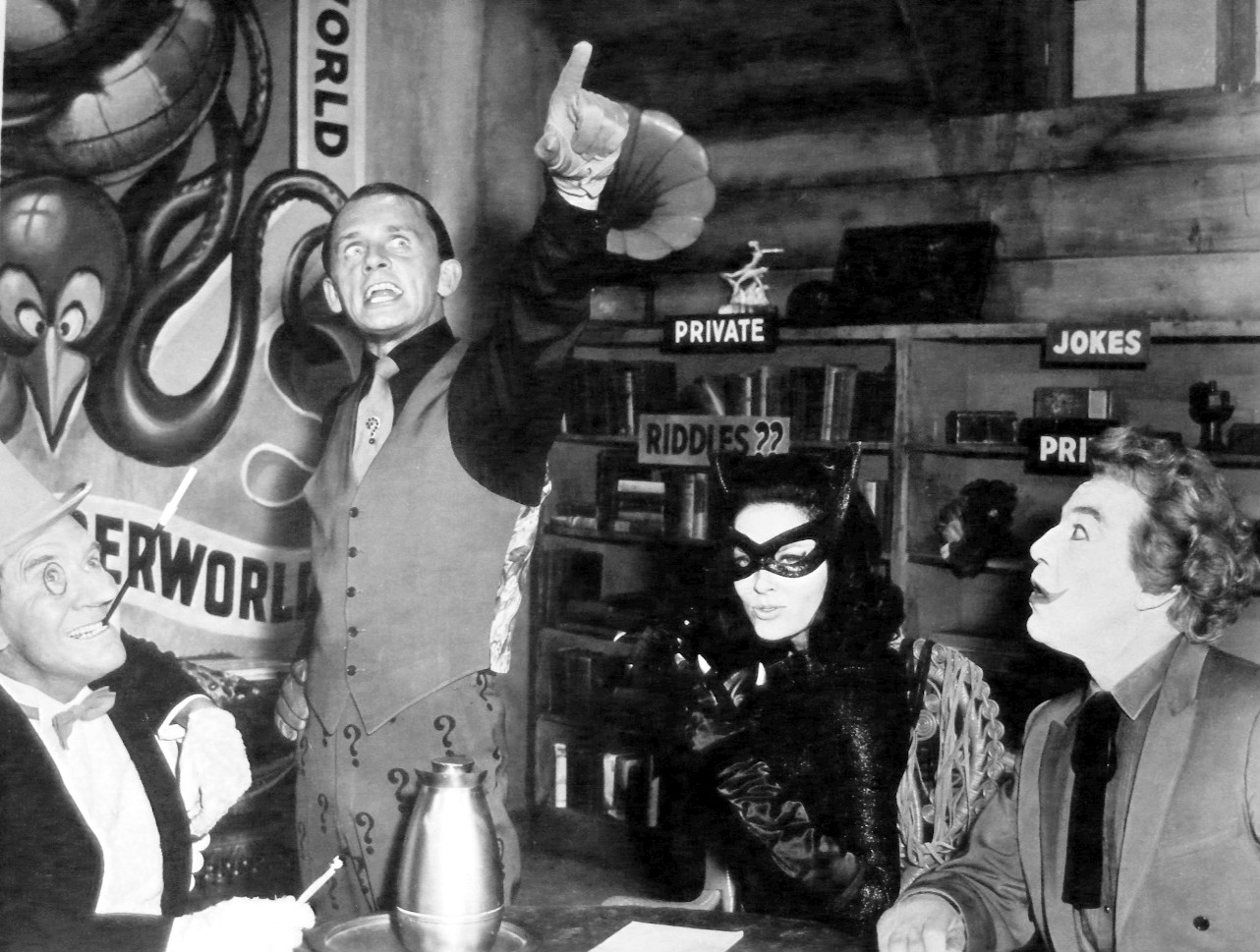
Siêu ác nhân trong bộ phim Batman năm 1966, chuyển thể thành phim dựa trên nhân vật Batman trong sách truyện tranh và phim truyền hình phim truyền hình cùng tên trong những năm 1960. Từ trái sang phải: Burgess Meredith vai Penguin, Frank Gorshin vai Riddler, Lee Meriwether vai Catwoman và Cesar Romero vai Joker.

Siêu ác nhân (tiếng Anh: supervillain) hay siêu tội phạm (supercriminal) là một kiểu nhân vật  hư cấu thường được tìm thấy trong những quyển sách truyện tranh của Mỹ và đôi khi họ sở hữu siêu năng lực. Một siêu ác nhân là hình ảnh trái ngược của một siêu anh hùng (superhero).
Những siêu ác nhân thường gây khó khăn, thách thức cho những siêu anh hùng. Trong trường hợp các siêu ác nhân không có siêu năng lực, sức mạnh thần bí, hoặc sức mạnh ngoài hành tinh, thì họ thường sở hữu một trí tuệ thiên tài hay những kỹ năng cho phép họ để soạn ra những đề án phức tạp hoặc phạm tội theo cách mà người bình thường không thể thực hiện được.

## Những siêu ác nhân đáng chú ý
Những nhân vật như Joker, Lex Luthor, Doctor Doom, Magneto, Brainiac, Deathstroke, Green Goblin, Venom, Reverse-Flash, Sinestro, Loki, Thanos, và Darkseid là những siêu ác nhân nam xuất sắc trong truyện tranh đã được chuyển thể thành phim và truyền hình.
Một số ví dụ tiêu biểu về siêu ác nhân nữ bao gồm Catwoman, Harley Quinn, Poison Ivy, Mystique, Hela, Viper, và Cheetah.
Như các siêu anh hùng, siêu ác nhân đôi khi tham gia vào các nhóm như Injustice League, Sinister Six, Legion of Doom, Brotherhood of Mutants, Suicide Squad, và Masters of Evil.
Trong bộ phim tài liệu "A Study in Sherlock," các nhà biên kịch Steven Moffat và Mark Gatiss đã coi Professor James Moriarty như một siêu ác nhân vì khả năng trí tuệ xuất chúng và khả năng quan sát và suy luận của ông, khiến ông trở nên khác biệt đối với người thông thường đến mức chỉ có ông mới có thể đe dọa đáng tin cậy đối với Sherlock Holmes.
Fu Manchu là một bộ não tội phạm tà ác và nhà khoa học điên được tạo ra bởi tác giả người Anh Sax Rohmer vào năm 1913. Râu Fu Manchu đã trở thành một yếu tố quan trọng trong cách miêu tả điển hình về nhân vật phản diện người Trung Quốc trong điện ảnh và truyền hình. Trong giai đoạn từ năm 1965 đến năm 1969, Christopher Lee đã đóng vai Fu Manchu năm lần trong phim, và vào năm 1973, nhân vật lần đầu xuất hiện trong Marvel Comics.
Ernst Stavro Blofeld, kẻ thù trùm của James Bond (nổi tiếng với việc thường ngồi trên ghế và vuốt mèo và thường để mặt không được nhìn thấy trong các cảnh hình), đã ảnh hưởng đến các lối mòn siêu ác nhân trong điện ảnh phổ biến, bao gồm cả trò đùa như Dr. Claw và M.A.D. Cat từ loạt phim hoạt hình Inspector Gadget, Dr. Evil và Mr. Bigglesworth từ loạt phim Austin Powers, hoặc Dr. Blowhole từ loạt phim truyền hình hoạt hình The Penguins of Madagascar.
Kẻ thù chung của Star Wars, Hoàng đế Palpatine, lãnh đạo Đế chế Galactic Empire độc tài và được lấy cảm hứng từ các nhà lãnh đạo độc tài trong thế giới thực.